# Elektrische veldconstante
De elektrische (veld)constante {\displaystyle \varepsilon _{0}} (vroeger diëlektrische constante van het vacuüm) is een natuurkundige constante die de eenheid van elektrische lading verbindt met de mechanische eenheden. In het SI is de waarde
{\displaystyle \varepsilon _{0}=8{,}854187817\cdot 10^{-12}} F/m.
Deze waarde is een gevolg van de relatie {\displaystyle \varepsilon _{0}\mu _{0}c^{2}=1} met de gedefinieerde lichtsnelheid {\displaystyle c} en met de gedefinieerde magnetische veldconstante {\displaystyle \mu _{0}}.
De elektrische veldconstante treedt in de wet van Coulomb op als een evenredigheidsconstante, de constante van Coulomb:
{\displaystyle k={\frac {1}{4\pi \varepsilon _{0}}}={\frac {\mu _{0}\ c^{2}}{4\pi }}=10^{-7}\ c^{2}\approx 8{,}987\ 551\ 787\ \cdot 10^{9}\approx 9\cdot 10^{9}} N·m²/C².
In vacuüm is de elektrische veldconstante de verhouding tussen het elektrisch veld {\displaystyle \mathbf {E} } (waarmee men coulombkrachten uitrekent) en het elektrische verplaatsingsveld {\displaystyle \mathbf {D} }:
{\displaystyle \mathbf {D} =\varepsilon _{0}\ \mathbf {E} }

## Terminologie
Historisch heeft de constante {\displaystyle \varepsilon _{0}} verschillende namen gehad. Algemeen spreekt men van "de diëlektrische constante van een vacuüm". Het rode IUPAP-boekje van 1987 spreekt van vacuum permittivity. Nu is de natuurkundige nomenclatuur van het BIPM in het Frans "constante électrique" en in het Engels "the electric constant". Er wordt echter ook wel gesproken van de "permittivity of free space". In het Duits is "elektrische Feldkonstante" de officiële term.

## Toekomst
Volgens de herdefinitie van de basiseenheden, waaronder ook een herdefinitie van de ampère, zal de bovenstaande formule {\displaystyle k=10^{-7}\ c^{2}} weliswaar nog steeds met grote nauwkeurigheid, maar niet meer exact, gelden.

## Voetnoten
1. 1 2  Electric constant. 2006 CODATA recommended values. NIST.
2. ↑  SUNAMCO Commission, Recommended values of the fundamental physical constants. Symbols, Units, Nomenclature and Fundamental Constants in Physics p.54 (1987).
3. ↑  Cutnell and Johnson Introduction to physics 8th edition. Wiley (2012). Gearchiveerd op 27 april 2012.
4. ↑  Faltblatt: Die gesetzlichen Einheiten in Deutschland. Physikalisch-Technische Bundesanstalt (2006).